# Episema abajoi
Episema abajoi là một loài bướm đêm trong họ Noctuidae.